# Rally El Corte Inglés de 1992
El Rally El Corte Inglés de 1992, oficialmente 16.º Rally El Corte Inglés, fue la decimosexta edición, la séptima cita de la temporada 1992 del Campeonato de Europa de Rally y la primera de la temporada 1992 del Campeonato de España de Rally. Se celebró del 26 al 28 de marzo y contó con un itinerario de veintitrés tramos que sumaban un total de 257,5 km cronometrados.

## Itinerario
| Día   | Tramo | Nombre                  | Distancia | Ganador       | Líder        |
| ----- | ----- | ----------------------- | --------- | ------------- | ------------ |
| Día 1 | TC1   | A1-Teror                | 6.69 km   | Luis Monzón   | Luis Monzón  |
| Día 1 | TC2   | B1-AZuaje               | 6.90 km   | Luis Monzón   | Luis Monzón  |
| Día 1 | TC3   | C1-Moya                 | 9.50 km   | Luis Monzón   | Luis Monzón  |
| Día 1 | TC4   | D1-Fontanales           | 6.69 km   | Piero Liatti  | Bandera de ? |
| Día 1 | TC5   | E1-Monte Gusano         | 13.80 km  | Luis Monzón   | Bandera de ? |
| Día 1 | TC6   | F1-Cueva Grande         | 6.69 km   | Piero Liatti  | Bandera de ? |
| Día 1 | TC7   | G1-Ciudad de Las Palmas | 1.80 km   | Ronald Holzer | Bandera de ? |
| Día 2 | TC8   | H1-Maspalomas           | 11.13 km  | Luis Monzón   | Bandera de ? |
| Día 2 | TC9   | I1-Fataga               | 10.93 km  | Luis Monzón   | Bandera de ? |
| Día 2 | TC10  | J1-Era del Cardón       | 13.28 km  | Luis Monzón   | Bandera de ? |
| Día 2 | TC11  | K1-Gran Karting Club    | 1.60 km   | Luis Monzón   | Bandera de ? |
| Día 2 | TC12  | H2-Maspalomas           | 6.69 km   | Luis Monzón   | Bandera de ? |
| Día 2 | TC13  | I2-Fataga               | 6.69 km   | Luis Monzón   | Bandera de ? |
| Día 2 | TC14  | J2-Era del Cardón       | 13.28 km  | Luis Monzón   | Bandera de ? |
| Día 2 | TC15  | K2-Gran Karting Club    | 1.60 km   | Luis Monzón   | Bandera de ? |
| Día 2 | TC16  | H3-Maspalomas           | 11.13 km  | Luis Monzón   | Bandera de ? |
| Día 2 | TC17  | I3-Fataga               | 10.93 km  | Luis Monzón   | Bandera de ? |
| Día 2 | TC18  | J3-Era del Cardón       | 13.28 km  | Luis Monzón   | Bandera de ? |
| Día 3 | TC19  | L1-Agüimes              | 20.11 km  | Luis Monzón   | Bandera de ? |
| Día 3 | TC20  | M1-Tirajana             | 17.33 km  | Luis Monzón   | Bandera de ? |
| Día 3 | TC21  | Parador de Tejeda       | 18.00 km  | Piero Liatti  | Bandera de ? |
| Día 3 | TC22  | A2-Teror                | 11.49 km  | Ronald Holzer | Piero Liatti |
| Día 3 | TC23  | B2-Azuaje               | 6.69 km   | Ronald Holzer | Piero Liatti |

## Clasificación final
| Pos. | Piloto           | Copiloto           | Automóvil                   | Tiempo       | Diferencia |
| ---- | ---------------- | ------------------ | --------------------------- | ------------ | ---------- |
| 1.   | Piero Liatti     | Luciano Tedeschini | Lancia Delta Integrale 16V  | 2:48:24      | 0.0        |
| 2.   | José Mari Ponce  | José Carlos Déniz  | BMW M3 E30                  | 2:49:49      | +1:25      |
| 3.   | Ronald Holzer    | Klaus Wicha        | Lancia Delta Integrale 16V  | 2:49:52      | +1:28      |
| 4.   | Fabrizio Tabaton | Raffaele Caliro    | Lancia Delta Integrale 16V  | 2:50:08      | +1:44      |
| 5.   | Ricardo Avero    | Nazer Ghuneim      | Mitsubishi Galant VR-4      | 2:52:34      | +4:10      |
| 6.   | Antonio Ponce    | Sebastián García   | BMW M3                      | 2:58:00      | +9:36      |
| 7.   | Jimmy McRae      | R. Patterson       | Ford Sierra RS Cosworth 4x4 | 3:00:34      | +12:10     |
| 8.   | Gwyndaf Evans    | John Morris        | Ford Sierra RS Cosworth 4x4 | 3:01:08      | +12:44     |
| 9.   | Gregorio Picar   | Andrés Castro      | Ford Sierra RS Cosworth 4x4 | 3:05:48 5:00 | +17:24     |
| 10.  | José del Pino    | José Valenzuela    | Honda Civic                 | 3:06:14      | +17:50     |